# Saint-Privat (Corrèze)
Saint-Privat – miejscowość i gmina we Francji, w regionie Nowa Akwitania, w departamencie Corrèze.
Według danych na rok 1990 gminę zamieszkiwało 1126 osób, a gęstość zaludnienia wynosiła 34 osoby/km² (wśród 747 gmin Limousin Saint-Privat plasuje się na 105. miejscu pod względem liczby ludności, natomiast pod względem powierzchni na miejscu 140.).